# Jean Murat (peintre)
Pour les articles homonymes, voir Jean Murat et Murat.
Jean Gilbert Murat, né le 16 septembre 1807 à Felletin (Creuse) et mort le 19 septembre 1863 à Paris, est un peintre français.

## Biographie
Élève de Jean-Baptiste Regnault, de Merry-Joseph Blondel et de Louis Hersent à l'École des beaux-arts de Paris, Jean Murat connut de brillants débuts. La Veuve au tombeau de son mari mort pour la liberté, Circé, Eucharis, Charles VII et Agnès Sorel, ainsi que quelques portraits qu'il exposa de 1831 à 1835, l'avaient déjà fait connaître du public lorsqu'il remporta en 1837 un second grand prix de Rome en peinture pour son Noé faisant un sacrifice au sortir de l'arche. 
À son retour d'Italie, Murat fixa son atelier à Paris, où il continua à s'adonner à la peinture historique et religieuse. Parmi les œuvres qu'il exposa au Salon de peinture, on peut citer : Agar dans le désert (1842), qui lui valut une 2e médaille, les Lamentations de Jérémie (1844), pour lesquelles il obtint une 1re médaille, Numa écrivant ses lois (1846), Abraham recevant les trois anges (1849), le Christ prêchant la charité (1853), etc. Outre ces tableaux, il réalisa des travaux décoratifs pour plusieurs églises, et en particulier Marthe et Marie aux pieds du Christ dans l'église Saint-Séverin, à Paris.

## Collections publiques
- Collections de l'École des beaux-arts de Paris : Noé faisant un sacrifice au sortir de l'arche (1837)[2]
- Église Saint-Séverin,  chapelle Sainte-Madeleine, Paris : Marthe et Marie aux pieds du Christ.[3]